# Saison 4 de Friends
Chronologie
Saison 3 Saison 5
Cet article présente les épisodes de la quatrième saison de la série télévisée américaine Friends.

## Intrigue
Ross entre dans la chambre et y trouve Rachel et Bonnie. Il décide alors de reprendre sa relation avec Rachel et de rompre avec Bonnie. Rachel lui écrit une lettre dans laquelle elle lui fait part de ses sentiments à propos de la reprise de leur relation, qui se révèle finalement n'être qu'une demande à Ross d'endosser l'entière responsabilité de leur rupture. Ce qu'il refuse, et ils se séparent rapidement. Phoebe apprend que l'autre Phoebe est en réalité sa mère biologique, et en fait part à sa sœur jumelle Ursula qui laisse entendre qu'elle le savait depuis le début.
Phoebe accepte d'être la mère porteuse des enfants de son demi-frère Frank et de sa femme — stérile — Alice. Les embryons conçus par fécondation in vitro sont implantés dans l'utérus de Phoebe qui se retrouve enceinte de triplés.
Chandler rencontre une fille du nom de Kathy qui sort avec Joey. Ces derniers — qui suivent les mêmes cours d'art dramatique — se séparent après que Kathy a embrassé Chandler, alors que Joey était sorti. La relation entre Kathy et Chandler ne dure pas très longtemps car Chandler fait preuve d'une jalousie maladive.
Ross et Rachel commencent à sortir avec d'autres personnes. Rachel rencontre Joshua à son travail et réussit à se faire inviter à une soirée. Cependant, elle devait aller à l'opéra avec la nièce de son patron, une britannique nommée Emily. Elle persuade Ross d'accompagner Emily à l'opéra pour pouvoir aller à sa soirée. Ross et Emily tombent amoureux l'un de l'autre et commencent à sortir ensemble. Leur relation, qui devait se terminer lors du retour d'Emily en Angleterre, continue malgré la distance. Emily quitte même son petit ami anglais pour Ross. Ce dernier souffrant de leur séparation, décide de demander Emily en mariage pour qu'elle vienne habiter avec lui aux États-Unis.
Rachel sort avec Joshua mais n'arrive pas à accepter le mariage de Ross. Elle parle à Joshua de mariage alors qu'ils ne se sont vus que quelques fois et lui fait peur si bien qu'ils se séparent. Le mariage de Ross et Emily a lieu à Londres mais Rachel décide de ne pas y aller. Phoebe doit elle aussi rester car elle est enceinte des triplés. Cependant, à la dernière minute, Rachel se rend compte qu'elle est encore amoureuse de Ross et décide d'aller à Londres pour le lui dire. Elle arrive pour le mariage mais n'ose pas avouer ses sentiments. Son apparition trouble tout de même Ross qui se trompe de prénom lors de la cérémonie : il dit Rachel au lieu de Emily.
La nuit précédant la cérémonie, Monica déprime car un homme l'a prise pour la mère de Ross. Chandler se sent lui aussi un peu seul. Dans des circonstances qui restent assez mystérieuses, ils passent la nuit ensemble et le cachent à tout le monde.

## Épisodes

### Épisode 1:Celui qui soignait les piqûres de méduses
- États-Unis : 25 septembre 1997
- France : 29 mars 1998 sur Canal Jimmy, puis le 23 novembre 1998 sur France 2

- États-Unis : 29,4 millions de téléspectateurs[1] (première diffusion)

- Christine Taylor (Bonnie)
- Teri Garr (Phoebe Abbott)

### Épisode 2:Celui qui ne voyait qu'un chat
- États-Unis : 2 octobre 1997
- France : 5 avril 1998 sur Canal Jimmy, puis le 24 novembre 1998 sur France 2

- États-Unis : 25,5 millions de téléspectateurs[1] (première diffusion)

- Dan Gauthier (Chip)

### Épisode 3:Celui qui avait des menottes
- États-Unis : 9 octobre 1997
- France : 12 avril 1998 sur Canal Jimmy, puis le 25 novembre 1998 sur France 2

- États-Unis : 24,0 millions de téléspectateurs[1] (première diffusion)

- Penn Jillette (le vendeur d'encyclopédies)

### Épisode 4:Celui qui apprenait à danser
- États-Unis : 16 octobre 1997
- France : 19 avril 1998 sur Canal Jimmy, puis le 26 novembre 1998 sur France 2

- États-Unis : 24,3 millions de téléspectateurs[1] (première diffusion)

- Michael G. Hagerty (Mr Treeger)

### Épisode 5:Celui qui avait une nouvelle copine
- États-Unis : 30 octobre 1997
- France : 26 avril 1998 sur Canal Jimmy, puis le 27 novembre 1998 sur France 2

- États-Unis : 24,4 millions de téléspectateurs[1] (première diffusion)

- Paget Brewster (Kathy)

### Épisode 6:Celui qui fréquentait une souillon
- États-Unis : 6 novembre 1997
- France : 3 mai 1998 sur Canal Jimmy, puis le 30 novembre 1998 sur France 2

- États-Unis : 25,7 millions de téléspectateurs[1] (première diffusion)

- Rebecca Romijn (Cheryl)
- Paget Brewster (Kathy)

### Épisode 7:Celui qui poussait le bouchon
- États-Unis : 13 novembre 1997
- France : 10 mai 1998 sur Canal Jimmy, puis le 1er décembre 1998 sur France 2

- États-Unis : 26,4 millions de téléspectateurs[1] (première diffusion)

- Paget Brewster (Kathy)

### Épisode 8:Celui qui était dans la caisse
- États-Unis : 20 novembre 1997
- France : 17 mai 1998 sur Canal Jimmy, puis le 2 décembre 1998 sur France 2

- États-Unis : 26,8 millions de téléspectateurs[1] (première diffusion)

- Michael Vartan (Dr. Tim Burke)
- Paget Brewster (Kathy)

### Épisode 9:Celui qui savait faire la fête
- États-Unis : 11 décembre 1997
- France : 24 mai 1998 sur Canal Jimmy, puis le 3 décembre 1998 sur France 2

- États-Unis : 23,9 millions de téléspectateurs[1] (première diffusion)

- Taylor Negron (Allesandro)

### Épisode 10:Celui qui draguait au large
- États-Unis : 18 décembre 1997
- France : 31 mai 1998 sur Canal Jimmy, puis le 7 décembre 1998 sur France 2

- États-Unis : 23,2 millions de téléspectateurs[1] (première diffusion)

### Épisode 11:Celui qui posait une question embarrassante
- États-Unis : 8 janvier 1998
- France : 7 juin 1998 sur Canal Jimmy, puis le 8 décembre 1998 sur France 2

- États-Unis : 23,7 millions de téléspectateurs[1] (première diffusion)

- Paget Brewster (Kathy)
- Giovanni Ribisi (Frank Buffay Jr.)
- Debra Jo Rupp (Alice Knight Buffay)
- Sherri Shepherd (Rhonda, The Tour Guide)

### Épisode 12:Celui qui gagnait les paris
- États-Unis : 15 janvier 1998
- France : 14 juin 1998 sur Canal Jimmy, puis le 9 décembre 1998 sur France 2

- États-Unis : 27,1 millions de téléspectateurs[1] (première diffusion)

- Giovanni Ribisi (Frank Buffay Jr.)
- Debra Jo Rupp (Alice Knight Buffay)

### Épisode 13:Celui qui se gourait du tout au tout
- États-Unis : 29 janvier 1998
- France : 21 juin 1998 sur Canal Jimmy, puis le 10 décembre 1998 sur France 2

- États-Unis : 25,3 millions de téléspectateurs[1] (première diffusion)

- Paget Brewster (Kathy)
- Tate Donovan (Joshua Burgin)

### Épisode 14:Celui qui n'avait pas le moral
- États-Unis : 5 février 1998
- France : 28 juin 1998 sur Canal Jimmy, puis le 11 décembre 1998 sur France 2

- États-Unis : 25,1 millions de téléspectateurs[1] (première diffusion)

- Charlton Heston (dans son propre rôle)
- Tate Donovan (Joshua Burgin)
- Helen Baxendale (Emily Waltham)

### Épisode 15:Celui qui jouait au rugby
- États-Unis : 26 février 1998
- France : 5 juillet 1998 sur Canal Jimmy, puis le 14 décembre 1998 sur France 2

- États-Unis : 24,4 millions de téléspectateurs[1] (première diffusion)

- Helen Baxendale (Emily Waltham)
- Maggie Wheeler (Janice Litman)

### Épisode 16:Celui qui participait à une fête bidon
- États-Unis : 19 mars 1998
- France : 12 juillet 1998 sur Canal Jimmy, puis le 15 décembre 1998 sur France 2

- États-Unis : 23,1 millions de téléspectateurs[1] (première diffusion)

- Tate Donovan (Joshua Burgin)
- Helen Baxendale (Emily Waltham)

### Épisode 17:Celui qui avait la chaîne porno
- États-Unis : 26 mars 1998
- France : 19 juillet 1998 sur Canal Jimmy, puis le 16 décembre 1998 sur France 2

- États-Unis : 23,2 millions de téléspectateurs[1] (première diffusion)

- Giovanni Ribisi (Frank Buffay Jr.)
- Debra Jo Rupp (Alice Knight Buffay)
- Helen Baxendale (Emily Waltham)

### Épisode 18:Celui qui cherche un prénom
- États-Unis : 2 avril 1998
- France : 26 juillet 1998 sur Canal Jimmy, puis le 17 décembre 1998 sur France 2

- États-Unis : 21,7 millions de téléspectateurs[1] (première diffusion)

- Debra Jo Rupp (Alice Knight Buffay)
- Helen Baxendale (Emily Waltham)
- Tate Donovan (Joshua Burgin)
- Jessica Hecht (Susan Bunch)
- Jane Sibbett (Carol Willick)
- Pat Crowley : Mme Burgin

### Épisode 19:Celui qui faisait de grands projets
- États-Unis : 9 avril 1998
- France : 2 août 1998 sur Canal Jimmy, puis le 20 janvier 1999 sur France 2

- États-Unis : 21,8 millions de téléspectateurs[1] (première diffusion)

Helen Baxendale (Emily Waltham)

### Épisode 20:Celui qui va se marier
- États-Unis : 16 avril 1998
- France : 9 août 1998 sur Canal Jimmy, puis le 27 janvier 1999 sur France 2

- États-Unis : 21,9 millions de téléspectateurs[1] (première diffusion)

- Tate Donovan (Joshua Burgin)
- Christina Moore (Marjorie)

### Épisode 21:Celui qui envoie l'invitation
- États-Unis : 23 avril 1998
- France : 16 août 1998 sur Canal Jimmy, puis le 10 février 1999 sur France 2

- États-Unis : 21,5 millions de téléspectateurs[1] (première diffusion)

Helen Baxendale (Emily Waltham)

### Épisode 22:Celui qui était le pire témoin du monde
- États-Unis : 30 avril 1998
- France : 23 août 1998 sur Canal Jimmy, puis le 17 février 1999 sur France 2

- États-Unis : 23,2 millions de téléspectateurs[1] (première diffusion)

Helen Baxendale (Emily Waltham)

### Épisode 23:Celui qui se marie (partie 1)
- États-Unis : 7 mai 1998
- France : 30 août 1998 sur Canal Jimmy, puis le 24 février 1999 sur France 2

- États-Unis : 25,5 millions de téléspectateurs[1] (première diffusion)

- Helen Baxendale (Emily Waltham)
- Sarah Ferguson (dans son propre rôle)
- Richard Branson (Le vendeur à Londres)

### Épisode 24:Celui qui se marie (partie 2)
- États-Unis : 7 mai 1998
- France : 30 août 1998 sur Canal Jimmy, puis le 3 mars 1999 sur France 2

- États-Unis : 25,5 millions de téléspectateurs[1] (première diffusion)

- Helen Baxendale (Emily Waltham)
- Elliott Gould (Jack Geller)
- Christina Pickles (Judy Geller)
- Hugh Laurie (voisin de Rachel dans l'avion)
- Tom Conti (Stephen Waltham)
- Jennifer Saunders (Andrea Waltham)
- Olivia Williams (Felicity)
- Peter Eyre (le greffier)